# 뤼드베리 공식
뤼드베리 공식(영어: Rydberg formula)은 입자 물리학에서 대부분의 원소 스펙트럼 계열의 파장을 정확하게 구할 수 있는 공식으로, 1888년 스웨덴의 요하네스 뤼드베리가 발견하였다.

## 공식

### 수소의 경우
수소의 경우:
{\displaystyle {\frac {1}{\lambda }}=R_{\infty }\left({\frac {1}{n_{1}^{2}}}-{\frac {1}{n_{2}^{2}}}\right)}
여기서
{\displaystyle \lambda \!}는 진공 속에서의 빛의 파장,
{\displaystyle R_{\infty }\!} 은 무한대에서 {\displaystyle n_{1}}로 전이될 때의 뤼드베리 상수,
{\displaystyle n_{1}\!} 와 {\displaystyle n_{2}\!} 은 정수이며 {\displaystyle n_{1}<n_{2}\!}여야 한다.
{\displaystyle n_{1}}을 1로 하고, {\displaystyle n_{2}}를 2로 하여 1씩 증가시키면 다음과 같은 스펙트럼 계열의 뤼드베리 상수가 구해진다. 예를 들자면, 라이먼 계열인 경우 91 nm이며, 나머지는 :
| n1 | n2    | 계열        | 상수                 |
| -- | ----- | ----------- | -------------------- |
| 1  | 2 → ∞ | 라이먼 계열 | 91.13 nm (자외선)    |
| 2  | 3 → ∞ | 발머 계열   | 364.51 nm (가시광선) |
| 3  | 4 → ∞ | 파셴 계열   | 820.14 nm (적외선)   |
| 4  | 5 → ∞ | 브래킷 계열 | 1458.03 nm (적외선)  |
| 5  | 6 → ∞ | 푼트 계열   | 2278.17 nm (적외선)  |
| 6  | 7 → ∞ | 험프리 계열 | 3280.56 nm (적외선)  |

### 대부분의 다른 원소의 경우
수소꼴 원자(hydrogen-like atom; 총 전자 수가 1개인 이온을 말하며, He+, Li2+, Be3+ 등)로 확대시키면:
{\displaystyle {\frac {1}{\lambda _{\mathrm {vac} }}}=RZ^{2}\left({\frac {1}{n_{1}^{2}}}-{\frac {1}{n_{2}^{2}}}\right)}
여기서
{\displaystyle \lambda _{\mathrm {vac} }\!}는 진공 속에서의 빛의 파장,
{\displaystyle R\!}는 그 원소의 뤼드베리 상수,
{\displaystyle Z\!}는 원자 번호 (어떤 원자의 양성자의 수 = 원자 번호)
{\displaystyle n_{1}\!} and {\displaystyle n_{2}\!}는 정수이며 {\displaystyle n_{1}<n_{2}\!}여야 한다.
뤼드베리 공식은 이러한 수소꼴 원소들을 대상으로 만들어진 것이며, 1개의 활성 전자를 가진 것은 확인할 수 없다.
따라서, 수정하자면 (바꾸면 Z에서 Z−1, 정수 1 과 2 중 1개를 선택해서 빼야만 3⁄4 크기의 역수를 만들 수 있다), 뤼드베리 공식은 K-알파 선의 모든 스펙트럼에서 정확하게 계산되며, 이는 곧 전자 오비탈 분포가 1s2 2s2 2p6까지 되어 있는 전자를 가진 원소의 스펙트럼 선이 정확함을 말한다. 다시 말하자면 뤼드베리 공식 f = c/λ = (라이먼 계열 알파 선의 파장의 주파수)*(Z−1)2 (모즐리의 법칙에 의함) (c는 파장의 주파수로 값이 변할 수 있다)이며, 우리는 이것을 이용하여 어떤 특정 스펙트럼 선의 파장을 예상할 수 있다. (Kα 이용) 한편, X 선 스펙트럼의 경우 알루미늄과 금에서 많이 나타난다.
한편, 2개 이상의 전자를 가진 원소의 스펙트럼 파장을 구하기 위해 뤼드베리 공식을 적용시키면, 오히려 틀린 결과를 내놓는 것에 주의해야 한다.

## 같이 보기
- 발머 계열
- 수소선